# Цайдам
Цайда́м (кит. 柴达木盆地, монг. Цайдам — «солончаковая местность», Цайдамская котловина, Цайдамская равнина) — тектоническая впадина в Китае, на северо-восточной окраине Тибетского нагорья, окружённая со всех сторон горами: хребтами Бокалыктаг и Бурхан-Будда (части системы Куньлунь) с юга, горными системами Наньшаня с северо-востока, и Алтынтага с северо-запада.
Цайдамская равнина и прилегающие к ней склоны окаймляющих его горных массивов занимают значительную часть территории Хайси-Монгольско-Тибетского автономного округа провинции Цинхай.

## Характеристика
Цайдамская котловина простирается по широте на 700 км, ширина её составляет от 100 до 300 км. Северо-западная часть представляет собой песчано-глинистую равнину, лежащую на высоте 2600—2900 м, с отдельными увалами и грядами с участками бедленда, широким распространением форм эолового выветривания. Юго-восточная часть котловины расположена ниже и отделена от северо-западной уступом высотой до 100 м. Здесь встречаются корковые солончаки (площадью до 1600 км²), возникшие на месте древних озёр. У подножий гор — наклонные равнины, образованные слившимися конусами выноса рек и временных водотоков.
Климат равнины резко континентальный. Средняя температура января колеблется от −11 до −15 °С, июля — от 15 до 18 °С. Осадки выпадают главным образом летом, их количество составляет 25—50 мм в год (на востоке до 150 мм). Зима обычно бесснежная. Северо-западная часть Цайдама практически безводна; на юго-востоке, в понижениях солончаков, расположены пересыхающие озёра (Дабсан-Нур, Холлосун-Нур), которые наполняются водой лишь во время летних паводков на реках с периодическим стоком, начинающихся в Куньлуне.
Растительность представлена на северо-западе одиночными кустиками солянок, остролодочника, реамюрии, редкими зарослями зайсанского саксаула. Кучевые пески часто закреплены кустами тамариска и селитрянки. На юго-востоке, в подгорной полосе, в местах с близким залеганием грунтовых вод, расположены осоково-злаковые луга и тростниковые болота.
Имеются месторождения нефти и поваренной соли.

## Галерея

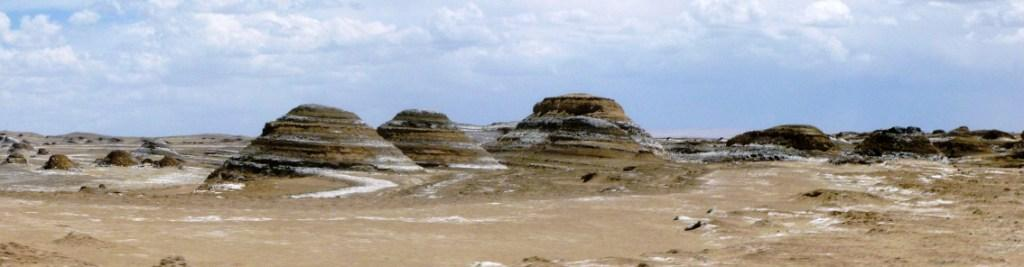
Ярданги в Цайдамской котловине
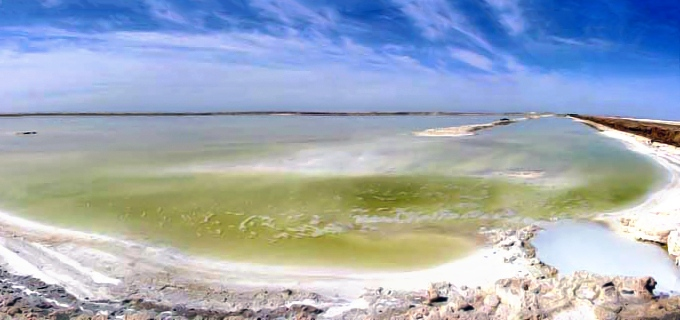
Солёное озеро Чархан к северу от Голмуда
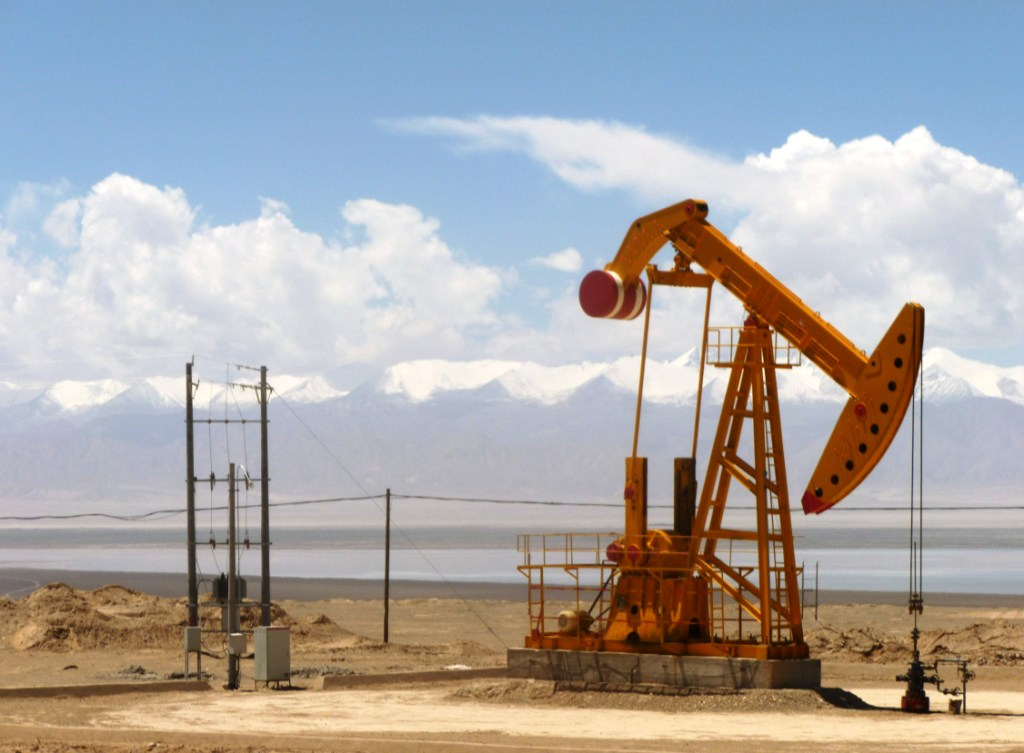
Нефтепромыслы
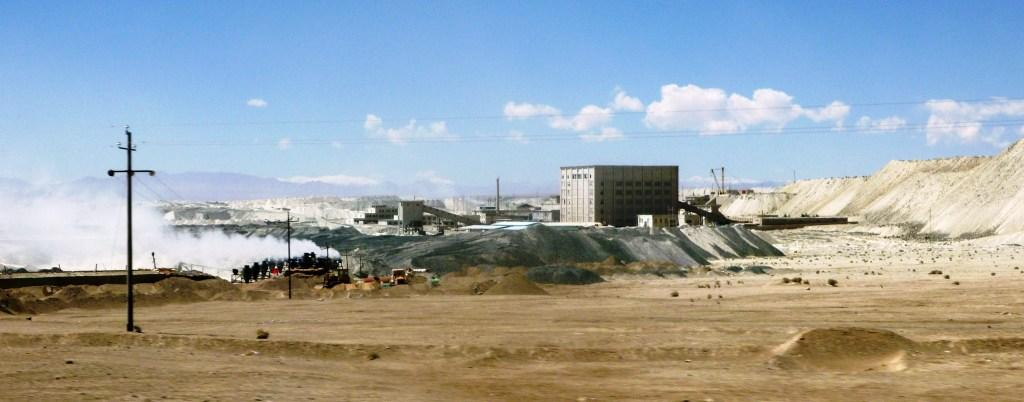
Карьер
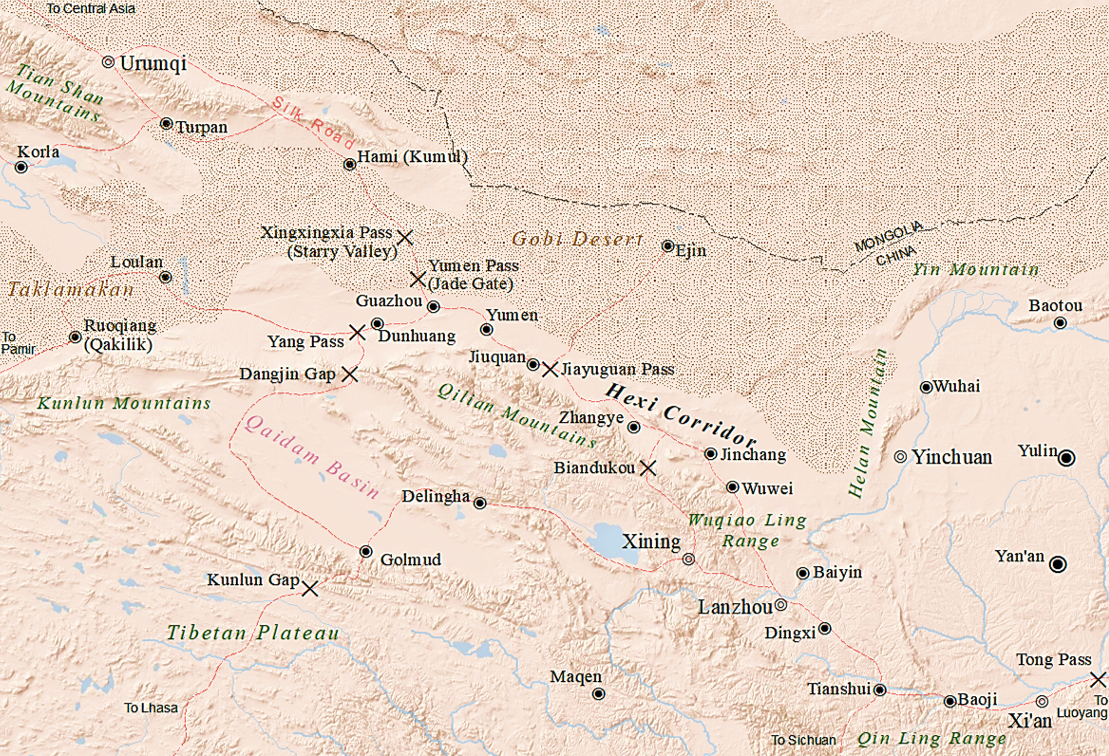
Цайдам (Qaidam Basin) на карте коридора Хэси